# Supercoppa del Belgio 2001
La Supercoppa del Belgio 2001 (in francese Supercoupe de Belgique, in fiammingo Belgische Supercup) è stata la 22ª edizione della Supercoppa del Belgio di calcio.
La partita fu disputata dall'Anderlecht, vincitore del campionato, e dal Westerlo, vincitore della coppa.
L'incontro si giocò il 4 agosto 2001 all'Het Kuipje di Westerlo (contrariamente alla prassi che prevedeva che come squadra di casa la vincitrice del campionato) e vide la vittoria dell'Anderlecht, al suo sesto titolo.

## Tabellino
| Arbitro: | Paul Allaerts |

|               |           |                                          |
| Severeyns 18’ | Marcatori | Hendrikx 52’ Seol Ki-hyeon 67’, 71’, 78’ |